# Мејнор (Тексас)
Мејнор (енгл. Manor) град је у америчкој савезној држави Тексас. По попису становништва из 2010. у њему је живело 5.037 становника.

## Демографија
Према попису становништва из 2010. у граду је живело 5.037 становника, што је 3.833 (318,4%) становника више него 2000. године.
| Група             | 2000.       | 2010.         |
| Белци             | 398 (33,1%) | 1.102 (21,9%) |
| Афроамериканци    | 204 (16,9%) | 1.389 (27,6%) |
| Азијати           | 1 (0,1%)    | 75 (1,5%)     |
| Хиспаноамериканци | 587 (48,8%) | 2.395 (47,5%) |
| Укупно            | 1.204       | 5.037         |